# Венесуела на зимових Олімпійських іграх 2014
Венесуела на зимових Олімпійських іграх 2014 року у Сочі була представлена 1 спортсменом в 1 виді спорту.